# Processo di Belzec
Il processo di Bełżec a metà degli anni '60 fu un processo per crimini di guerra contro otto ex membri delle SS del campo di sterminio di Bełżec. Il processo si è svolto presso il 1° tribunale distrettuale di Monaco (Landgericht München I) e fa parte del contesto del processo di Sobibor, che ha seguito il processo Belzec, perché cinque degli imputati sono stati accusati in entrambi i processi. Inoltre, i processi di Belzec e Sobibor, insieme ai processi di Treblinka, costituiscono un corpo di prove dei crimini dello sterminio di massa nell'ambito della cosiddetta Action Reinhardt, l'uccisione di oltre due milioni di ebrei e 50.000 rom e sinti. Questi processi sono direttamente collegati all'omicidio di massa di 100.000 persone nel programma ufficiale di eutanasia nazista noto dopo la guerra come Action T4, poiché molte delle guardie di sicurezza lavoravano nei centri di eutanasia prima di trasferirsi nei campi di sterminio. I primi esperimenti di eutanasia furono effettuati poco dopo la guerra.

## Processo davanti al primo tribunale distrettuale di Monaco
La causa contro gli otto imputati, appena nota al pubblico, fu esaminata dal tribunale distrettuale di Monaco tra l'8 agosto 1963 e il 21 gennaio 1965. Il 30 gennaio, la Corte distrettuale decise di non tenere un processo completo per sette degli imputati perché al momento del delitto sarebbero stati giudicati per essersi trovati sotto una presunta (pretesa) minaccia da parte delle autorità naziste (Putativnotstand). Tra i sette imputati c'erano cinque degli imputati che poi sono comparsi nel processo di Sobibor: Dubois, Fuchs, Jührs, Unverhau e Zierke. L'appello dell'accusa per processare tutti gli imputati è stato respinto dall'Alta Corte di Monaco e tutti e sette sono stati liberati.
Nel processo iniziato il 18 gennaio 1965 e terminato il 21 gennaio, l'unico imputato era Josef Oberhauser.
Furono ascoltati un totale di 14 testimoni, tra cui:
- il professor Wilhelm Pfannenstiel, che, con Kurt Gerstein nell'agosto 1942, assistette alla gasazione delle vittime ebree a Belzec;
- Rudolf Reder, sopravvissuto a Belzec, che non ha saputo né nominare né descrivere l'imputato;
- gli imputati Dubois, Unverhau, Schluch, Zierke, Gley e Fuchs, contro i quali non è stato avviato alcun procedimento;
- un ex membro del personale del campo di Belzec, Hans Gierzig, che non era idoneo a partecipare al processo a causa di una malattia.

Oberhauser, che non ha commentato il caso, ha affermato di agire secondo ordini superiori, come hanno fatto gli altri imputati nel processo di Belzec, e ha anche richiamato l'attenzione sulla pena detentiva già scontata nella DDR. 
Dopo aver consultato il procuratore generale della DDR è stato accertato che Oberhauser aveva scontato solo una parte, otto anni, della sua pena detentiva di quindici anni nella DDR e che non era stato condannato a Magdeburgo per il suo ruolo nel campo di sterminio di Belzec, ma per il suo coinvolgimento nel programma di eutanasia Action T4. La corte non ha accettato la sua difesa, secondo cui fosse sotto una presunta minaccia, perché Oberhauser, come aiutante di Christian Wirth (comandante del campo di Belzec), deve aver avuto un buon rapporto con lui. La successiva sentenza clemente da parte del tribunale distrettuale di Monaco ha tenuto conto delle condizioni più rigorose nelle carceri della DDR e della potenziale pena massima di 15 anni, se i due reati (Belzec e Action T4) fossero stati trattati insieme in un unico processo giudiziario. Un ricorso al Tribunale federale ha confermato la sentenza contro Oberhauser.

### Delitti e condanne in dettaglio
| Imputato          | Ruolo in Belzec                                                                                               | Crimine | Sentenza                                                                        |
| ----------------- | --- | --- | ------------------------------------------------------------------------------- |
| Josef Oberhauser  | Intermediario tra il personale delle SS e il capo della polizia, nessuna specifica mansione                   | Complice in 300.000 casi (accusato di 450.000) di omicidio di massa e di altri cinque reati per collusione e favoreggiamento di omicidio di massa in ciascuno dei 150 casi | 4 anni e 6 mesi di prigione e perdita dei diritti di cittadinanza per tre anni. |
| Erich Fuchs       | Gestione dei detenuti in arrivo, approvvigionamento di materiale per la costruzione di una nuova camera a gas | Complice in 90.000 casi di omicidio di massa | Assoluzione per aver agito sotto costrizione (Putativnotstand)                  |
| Heinrich Gley     | Gestione dei prigionieri in arrivo, supervisione degli spogliatoi nelle baracche                              | Complice in 170.000 casi di omicidio di massa | Assoluzione per aver agito sotto costrizione                                    |
| Werner Dubois     | Gestione dei prigionieri in arrivo (30.000 persone), capo del lavoro degli ebrei                              | Complice in 360.000 casi di omicidio di massa | Assoluzione per aver agito sotto costrizione                                    |
| Karl Schluch      | Inganno delle vittime ebree sul loro destino nella camera a gas                                               | Complice in 360.000 casi di omicidio di massa | Assoluzione per aver agito sotto costrizione                                    |
| Heinrich Unverhau | Recupero e spedizione degli indumenti delle vittime                                                           | Complice in 360.000 casi di omicidio di massa | Assoluzione per aver agito sotto costrizione                                    |
| Robert Jührs      | Compiti di vigilanza                                                                                          | Complice in 360.000 casi di omicidio di massa | Assoluzione per aver agito sotto costrizione                                    |
| Ernst Zierke      | Gestione dei prigionieri in arrivo                                                                            | Complice in 360.000 casi di omicidio di massa | Assoluzione per aver agito sotto costrizione                                    |

Questo primo processo connesso con i tre campi di sterminio di Belzec, Sobibor e Treblinka istituiti sotto l'Action Reinhardt ha messo in luce le difficoltà incontrate dalla magistratura federale tedesca nel punire i crimini di guerra nazisti. Dopo il 1945 fu deciso davanti ai tribunali tedeschi che nessuna legge speciale sarebbe stata introdotta per trattare i crimini nazisti, ma che sarebbero stati trattati secondo il normale diritto penale. Oltre ai difficili problemi di distinzione tra autori e complici, le prove spesso non potevano essere fornite, come mostrato in un altro caso:
Inoltre, la difesa dell'obbedienza agli ordini superiori, almeno nel processo di Belzec, è stato un fattore che ha inibito l'assegnazione delle sanzioni. Non è del tutto chiaro perché questa difesa sia stata accettata per sette imputati in questo processo ma non per i cinque imputati nel processo di Sobibor e nemmeno per Josef Oberhauser.
Come parte del processo a John Demjanjuk nel 2009-10, sono state rese disponibili le dichiarazioni dei testimoni degli anni '40 e '60 relative a un'altra ex guardia di sicurezza a Belzec, Samuel K. che all'epoca aveva 88 anni e viveva a Wachtberg im Rhein-Sieg-Kreis. Il Central Office of the State Justice Administrations for the Investigation of National Socialist Crimes di Ludwigsburg ha avviato le indagini preliminari nel gennaio 2010 ma non è stato effettuato alcun arresto.